# 皮肉記号
皮肉記号（ひにくきごう、英語: irony punctuation）とは、文章中で皮肉（irony）や嫌味（sarcasm）の意味合いを表現するために使用することが提案された各種の約物である。本項目では、約物以外の表現法も含めた、文章中で皮肉の意味合いを表現する各種の方法についても説明する。
皮肉を表す文章には、疑問符(?)や感嘆符(!)のような、皮肉表現であることを示す標準的な方法がなく、いくつかの形式が提案されている。それらの中で、最も古く、最もよく使われるのは、1580年代にイギリスの印刷職人ヘンリー・デンハムによって提案されたパーコンテーション・ポイント（percontation point）と、19世紀にベルギーの新聞出版者マルセリン・ジョバールとフランスの詩人アルカンタ・デ・ブラームによって使用されたアイロニー・マーク（irony mark）である。どちらも、疑問符を左右反転させた「⸮」の形を取る。
皮肉記号は、その文が、字通りの意味ではなく皮肉として理解されるべきであることを示すために使用される。括弧で囲まれた感嘆符や疑問符、および「皮肉の引用」も、皮肉や嫌味を表現するために使用されることがある。

## パーコンテーション・ポイント
パーコンテーション・ポイント () は、疑問符を左右反転させた記号であり、修辞的疑問符(rhetorical question mark)とも呼ばれる。1580年代にヘンリー・デンハムによって提案され、回答を必要としない疑問文（修辞的疑問文、反語）の終わりに使用された。17世紀には使用されなくなった。Unicodeでは、コードポイントU+2E2Eに「反転疑問符」(reversed question mark)として割り当てられている。この文字は、U+061Fに割り当てられたアラビア語の疑問符(؟)と似ているが、別の文字である。
現代の疑問符（?, U+003F）は"punctus interrogativus"の子孫であるが、現代の疑問符とは異なり、"punctus interrogativus"は"punctus percontativus"と対になっていた。前者は回答が必要な疑問文の、後者は修辞的な疑問文の後につけられた。

## アイロニー・マーク
1668年、ジョン・ウィルキンスは、 『真性の文字と哲学的言語にむけての試論』において、上下反転した感嘆符を用いて皮肉な表現を強調することを提案した。1841年、ベルギーの新聞出版者であるマルセリン・ジョバールは、クリスマスツリーの絵文字のような形の矢印のアイロニー・マークを導入した。 翌年、彼はこのアイデアを拡大し、この記号を様々な方向に向けて、苛立ち、憤慨、躊躇などを表現する約物として使用できることを示唆した。

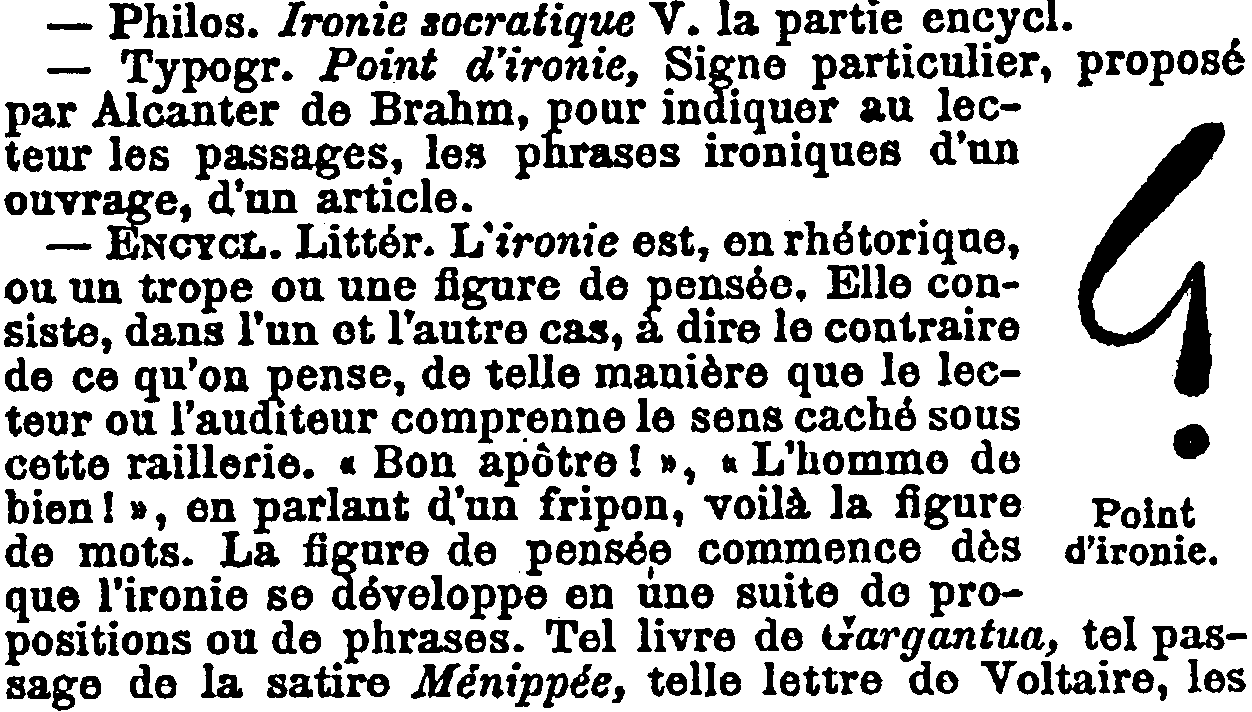
1905年のフランス語の百科事典に掲載された、アルカンタ・デ・ブラームがデザインしたアイロニー・マーク。

アイロニー・ポイント（⸮, 英語: irony point, フランス語: point d'ironie）は、フランスの詩人アルカンタ・デ・ブラーム（別名マルセル・ベルナール）が1899年の著書L'ostensoir des ironiesで使用した、その文章を皮肉と解釈するべきであることを示す約物である。これは、右の図に示すように、左右反転した疑問符に似ているが、わずかに異なる字体をしている。以前に、同じ記号をマルセリン・ジョバールが1841年6月11日付の記事で使用し、1842年の報告で言及していた。
フランスの作家エルヴェ・バザンは、1966年のエッセイPlumons l'Oiseauで、同じ目的でギリシャ文字のψの下に点を付けたような約物 () を使用した。この作品では、他に以下の5つの約物が提案されている。
- point de doute（疑わしい） - ()
- point de conviction（確信を持って） - ()
- point d'acclamation（称賛している） - ()
- point d'autorité（権威を持って） - ()
- point d'amour（愛情を持って） - ()

2007年3月、オランダの財団CPNB(Collectieve Propaganda van het Nederlandse Boek)は、アイロニー・マークの別のデザインであるironieteken  を発表した。

## 逆イタリック体
イギリスのジャーナリスト、トム・ドライバーグは、皮肉を持った文章を、従来のイタリック体とは異なるイタリック体で印刷することを提案した。

## 皮肉の引用
皮肉の引用符(scare quotes)とは、引用符の特殊な使用法である。それは、引用符（日本語においては鉤括弧）で囲んだ単語や文章が、一般的な意味ではなく、本来とは違う意味合いを持って使用されている、すなわち、「いわゆる〇〇」といった意味合いであることを示す。引用符の通常の目的とは異なり、「注意の引用」においては別の文章から引用されているとは限らない。声を出して読むときは、単語の前に「いわゆる」(so-called)などの文言をつけたり、皮肉や嘲笑を込めた読み方をしたり、エアクオートのジェスチャーをしたりする。

## Temherte slaqî
エチオピア・セム諸語の一部の言語では、皮肉な文や非現実的な文の終わりにtemherte slaqîまたはtemherte slaqと呼ばれる約物をつける。これは逆感嘆符(U+00A1) ( ¡ )のような文字である。

## その他の表現方法
非公式な状況においては、修辞的疑問文を角括弧で囲まれた疑問符や感嘆符をつけて"Oh, really[?]"や"Oh, really[!]"のように表現することができる。テレビの字幕放送では、皮肉を表現するのに角括弧や丸括弧で囲まれた感嘆符が使用される。
2010年には"SarcMark"記号が提案されたが、これは対応したコンピュータフォントを必要とする。
皮肉を表現する別の方法として、約物に隣接してチルダ(~)を配置する方法がある。これにより、標準的なキーボードで簡単に入力することができる。スポーツブログCard Chronicleでは、文末のピリオドの後にチルダを挿入している 。
ウェブサイトReddit上では、HTML式の<sarcasm>...</sarcasm>を略した/sが普及した。

## 符号位置
| 記号 | Unicode | JIS X 0213 | 文字参照          | 名称                   |
| ---- | ------- | ---------- | ----------------- | ---------------------- |
| ⸮    | U+2E2E  |            | &#x2E2E; &#11822; | REVERSED QUESTION MARK |